# 訥爾特
訥爾特（1606年—1643年），滿洲鑲黄旗人，馬佳氏，後金將領。
以騎都尉，跟蹤清太宗征討錦州的明朝軍隊，并攻佔松杏兩山。后進攻大同，攻下小石城，累遷至副都統、刑部侍郎。崇徳年間，跟隨鄭親王濟爾哈朗南下征山東，率先攻入武定州。後與吳三桂軍交戰陣亡，詔贈三等輕車都尉。